# Anne of Green Gables (1934)
Anne of Green Gables (bra Vênus em Flor) é um filme estadunidense de 1934, do gênero comédia dramática, dirigido por George Nichols Jr., com roteiro de Sam Mintz baseado no romance Anne of Green Gables, de Lucy Maud Montgomery.
Estrelado por Anne Shirley e Tom Brown, o filme procura imitar Little Women, grande sucesso do ano anterior, empregando a mesma atmosfera caseira e a preocupação com a formação do caráter.
Em um feliz golpe de publicidade, a RKO pediu a Dawn O'Day, a virtualmente desconhecida atriz escolhida para o papel principal, que mudasse seu nome artístico para "Anne Shirley", o mesmo da heroína. Ela acabou por usar esse nome até o fim de sua carreira.
De maneira inesperada, o filme foi um dos maiores sucessos da RKO no ano.

## Sinopse
A órfã Anne é adotada pelo fazendeiro Matthew e sua irmã Marilla. Eles queriam um rapaz para ajudar nas tarefas do campo, por isso tratam a jovem rudemente. Mas ela não se deixa abater e procura conquistar seus corações. No processo, enfrenta a fofoqueira local e descobre o verdadeiro amor.[carece de fontes?]

## Elenco
| Ator/Atriz         | Personagem               |
| ------------------ | ------------------------ |
| Anne Shirley       | Anne Shirley             |
| Tom Brown          | Gilbert Blythe           |
| O. P. Heggie       | Matthew Cuthbert         |
| Helen Westley      | Marilla Cuthbert         |
| Sara Haden         | Senhora Rachel Barry     |
| Murray Kinnell     | Professor Phillips       |
| Gertrude Messinger | Diana Barry              |
| Charley Grapewin   | Doutor Tatum             |
| Hilda Vaughn       | Senhora Blewett          |
| June Preston       | Filha da Senhora Blewett |